# NxWorries
NxWorries ist ein US-amerikanisches Alternative-R&B-Duo aus Los Angeles, Kalifornien, bestehend aus dem Musikproduzenten Knxwledge und dem Sänger Anderson .Paak.

## Geschichte

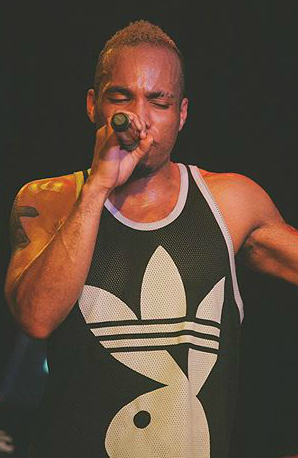
Der Sänger des Duos, Anderson .Paak, bei einem Auftritt im Jahr 2015

Knxwledge und Anderson .Paak schlossen sich 2015 zusammen, um die EP Link Up & Suede unter dem Namen NxWorries über das Label Stones Throw Records zu veröffentlichen. Obwohl Paak selbst auch als Musikproduzent tätig ist, beschränkte er sich auf den Gesang und Knxwledge übernahm die Herstellung der Instrumentals. Eines der beiden Titellieder, Suede, das The Bottle von Gil Scott-Heron und Brian Jackson samplete, sorgte im World Wide Web für Aufsehen, wo es auf den Plattformen SoundCloud und YouTube jeweils um die eine Million Aufrufe erzielte. Dies führte dazu, dass Paak eine Einladung zu den Aufnahmen für das Album Compton von Dr. Dre erhielt und darauf schließlich auf sechs Stücken gefeaturet wurde. Paak nutzte zunächst die dadurch erhaltene Aufmerksamkeit, um mit Malibu ein Solowerk aufzunehmen.
Anschließend arbeitete er jedoch wieder mit Knxwledge zusammen. Als Resultat daraus erschien im Oktober 2016 das Debütalbum von NxWorries mit dem Titel Yes Lawd!. Es stieg auf Platz 59 der Billboard 200 ein und stellte so den ersten Charterfolg des Duos dar. 2017 wurde es geremixt und als Remixalbum am 17. November 2017 veröffentlicht.
Danach arbeiteten sowohl Knxwledge, als auch Anderson .Paak für mehrere Jahre größtenteils unabhängig voneinander, bis im Herbst 2022 die gemeinsame Single Where I Go featuring H.E.R. veröffentlicht wurde. Diese war der Vorbote für das zweite Album des Duos, Why Lawd?, das nach diversen weiteren Vorabsingles im Juni 2024 veröffentlicht wurde.

## Diskografie
Album

| Jahr | Titel     | Höchstplatzierung, Gesamtwochen, AuszeichnungChartplatzierungen (Jahr, Titel, Platzierungen, Wochen, Auszeichnungen, Anmerkungen) | Höchstplatzierung, Gesamtwochen, AuszeichnungChartplatzierungen (Jahr, Titel, Platzierungen, Wochen, Auszeichnungen, Anmerkungen) | Anmerkungen                                                        |
| Jahr | Titel     | CH | US | Anmerkungen                                                        |
| ---- | --------- | --- | --- | ------------------------------------------------------------------ |
| 2016 | Yes Lawd! | CH97 (1 Wo.)CH | US59 (1 Wo.)US | Erstveröffentlichung: 21. Oktober 2016 Label: Stones Throw Records |
| 2024 | Why Lawd? | — | US81 (2 Wo.)US | Erstveröffentlichung: 07. Juni 2024 Label: Stones Throw Records    |

Remixalbum
- 2017: Yes Lawd Remixes

EP
- 2015: Link Up & Suede